# Łukasz Kardas (wioślarz)
Łukasz Kardas (ur. 1 lutego 1983 w Stalowej Woli) – polski wioślarz.

## Osiągnięcia międzynarodowe
- Mistrzostwa Świata Juniorów – Duisburg 2001 – ósemka – 10. miejsce[1].
- Regaty Światowe U-23 – Poznań 2004 – dwójka bez sternika – 3. miejsce[1].
- Akademickie Mistrzostwa Świata – Francja – Brive-la-Gaillarde 2004 – 1. miejsce
- Rowing World Cup – Lucerne Rotsee, Switzerland – 2005 – ósemka – 3. miejsce[1].
- Mistrzostwa Świata U-23 – Amsterdam 2005 – dwójka bez sternika – 3. miejsce[1].
- Mistrzostwa Świata – Monachium 2007 – dwójka ze sternikiem – 1. miejsce[1].
- Mistrzostwa Europy – Poznań 2007 – czwórka bez sternika – 4. miejsce[1].
- Mistrzostwa Europy – Ateny 2008 – czwórka bez sternika – 5. miejsce[1].
- Mistrzostwa Świata – Linz 2008 – dwójka ze sternikiem – 5. miejsce[1].
- Mistrzostwa Świata – Poznań 2009 – dwójka bez sternika – 11. miejsce[1].
- Mistrzostwa Europy – Brześć 2009 – dwójka bez sternika – 4. miejsce[1].

## Osiągnięcia krajowe
- Mistrzostwa Polski Juniorów – Bydgoszcz 2000 – czwórka bez sternika – 3. miejsce
- Zawody o Puchar Prezydenta Miasta Bydgoszczy – Bydgoszcz 2001 – dwójka bez sternika – 1. miejsce
- Mistrzostwa Polski Juniorów – Kruszwica 2001 – dwójka bez sternika – 1. miejsce
- Mistrzostwa Polski Juniorów – Kruszwica 2001 – dwójka ze sternikiem – 1. miejsce
- Młodzieżowe Mistrzostwa Polski – Bydgoszcz 2002 – czwórka bez sternika – 3. miejsce
- Młodzieżowe Mistrzostwa Polski – Bydgoszcz 2002 – dwójka bez sternika – 1. miejsce
- Mistrzostwa Polski Seniorów – Poznań 2002 – dwójka bez sternika – 1. miejsce
- Mistrzostwa Polski Seniorów – Poznań 2002 – czwórka bez sternika – 2. miejsce
- Akademickie Mistrzostwa Polski – Gdańsk 2002 – dwójka bez sternika – 2. miejsce
- Młodzieżowe Mistrzostwa Polski – Poznań 2003 – czwórka bez sternika – 1. miejsce
- Młodzieżowe Mistrzostwa Polski – Poznań 2003 – dwójka bez sternika – 1. miejsce
- Akademickie Mistrzostwa Polski – Poznań 2004 – dwójka bez sternika – 2. miejsce
- Akademickie Mistrzostwa Polski – Poznań 2004 – czwórka bez sternika – 2. miejsce
- Młodzieżowe Mistrzostwa Polski – Kalisz 2004 – dwójka bez sternika – 1. miejsce
- Młodzieżowe Mistrzostwa Polski – Kalisz 2004 – czwórka bez sternika – 1. miejsce
- Mistrzostwa Polski Seniorów – Poznań 2005 – dwójka bez sternika – 4. miejsce
- Mistrzostwa Polski Seniorów – Poznań 2005 – czwórka bez sternika – 2. miejsce
- Mistrzostwa Polski Seniorów – Poznań 2006 – dwójka bez sternika – 2. miejsce
- Mistrzostwa Polski Seniorów – Poznań 2008 – dwójka bez sternika – 1. miejsce
- Mistrzostwa Polski Seniorów – Poznań 2009 – dwójka bez sternika – 1. miejsce
- Mistrzostwa Polski Seniorów – Poznań 2010 – dwójka bez sternika – 1. miejsce